# Гонконг на летних Олимпийских играх 1964
Гонконг принимал участие в Летних Олимпийских играх 1964 года в Токио (Япония) в четвёртый раз за свою историю, но не завоевал ни одной медали.